# Championnat du monde B masculin de handball 1981
Navigation
Mondial B 1979 Mondial B 1983
Le Championnat du monde B masculin de handball  a eu lieu du 21 février au 1er mars 1981 en France. C'est la 3e édition de cette épreuve.
Véritable division 2 du handball mondial, les meilleures équipes du Championnat du monde B obtenaient ainsi leurs billets pour le Championnat du monde A tandis que les moins bonnes équipes étaient reléguées dans un Championnat du monde C qui a existé entre 1976 et 1990.
Douze équipes ont participé à la compétition qui a été remportée par la Pologne, qui remportera ensuite la médaille de bronze au Championnat du monde 1982. Battue en finale 23 à 16, la Tchécoslovaquie termine deuxième et la Suède complète le podium. La France termine quant à elle à la 6e place et ne parvient donc pas à se qualifier pour le Championnat du monde 1982.

## Présentation

### Qualifications
Les douze équipes qualifiées sont :
| Nombre | Moyen de qualification                  | Équipe                                                |
| ------ | --------------------------------------- | ----------------------------------------------------- |
| 3      | Relégué des Jeux olympiques 1980        | Pologne, Suisse et Danemark                           |
| 5      | Maintenu du Championnat du monde B 1979 | Islande, Tchécoslovaquie, Suède, Pays-Bas et Bulgarie |
| 4      | Promu du Championnat du monde C 1980    | Norvège, France, Autriche et Israël                   |

### Règlement
Voir « Le règlement officiel du Championnat du monde », Hand-ball : bulletin fédéral, Fédération française de handball, no 167,‎ février 1981 (lire en ligne, consulté le 6 mai 2021).

## Tour préliminaire

### Modalités
Les deux premiers s'affrontent pour le titre de champion du monde B, les deux second pour la troisième place, etc.
- Promu pour le Championnat du monde 1982.
- Qualifié pour le match pour la 5e place.
- Relégué dans le Championnat du monde C 1982.

### Groupe A
|   | Équipe   | Pts | J | G | N | P | Bp  | Bc  | Diff |
| - | -------- | --- | - | - | - | - | --- | --- | ---- |
| 1 | Pologne  | 10  | 5 | 5 | 0 | 0 | 130 | 85  | 45   |
| 2 | Suède    | 7   | 5 | 3 | 1 | 1 | 94  | 92  | 2    |
| 3 | France   | 6   | 5 | 3 | 0 | 2 | 100 | 92  | 8    |
| 4 | Islande  | 4   | 5 | 2 | 0 | 3 | 96  | 94  | 2    |
| 5 | Pays-Bas | 3   | 5 | 1 | 1 | 3 | 85  | 99  | -14  |
| 6 | Autriche | 0   | 5 | 0 | 0 | 5 | 63  | 106 | -43  |

| Date            | Lieu             | Équipe 1 | Score   | Équipe 2 | Mi-temps |
| --------------- | ---------------- | -------- | ------- | -------- | -------- |
| 21 février 1981 | Valence          | Pologne  | 29 – 20 | Pays-Bas |          |
| 21 février 1981 | Saint-Étienne    | Islande  | 27 – 13 | Autriche | 12-6     |
| 21 février 1981 | Saint-Étienne    | Suède    | 22 – 18 | France   | 12-7     |
| 22 février 1981 | Lyon             | Pologne  | 27 – 23 | France   |          |
| 22 février 1981 | Lyon             | Islande  | 23 – 17 | Pays-Bas | 12-8     |
| 22 février 1981 | Chambéry         | Suède    | 21 – 17 | Autriche | 14-8     |
| 24 février 1981 | Grenoble         | Pologne  | 25 – 09 | Autriche | 12-5     |
| 24 février 1981 | Grenoble         | Islande  | 15 – 16 | Suède    | 8-9      |
| 24 février 1981 | Saint-Étienne    | Pays-Bas | 16 – 17 | France   |          |
| 25 février 1981 | Chalon-sur-Saône | Pologne  | 24 – 17 | Suède    |          |
| 25 février 1981 | Besançon         | Islande  | 15 – 23 | France   | 7-9      |
| 25 février 1981 | Besançon         | Pays-Bas | 14 – 12 | Autriche | 5-5      |
| 27 février 1981 | Dijon            | Pologne  | 25 – 16 | Islande  | 13-9     |
| 27 février 1981 | Dijon            | France   | 19 – 12 | Autriche | 12-5     |
| 27 février 1981 | Reims            | Suède    | 18 – 18 | Pays-Bas | 11-8     |

### Groupe B
|   | Équipe          | Pts | J | G | N | P | Bp  | Bc  | Diff |
| - | --------------- | --- | - | - | - | - | --- | --- | ---- |
| 1 | Tchécoslovaquie | 10  | 5 | 5 | 0 | 0 | 102 | 74  | 28   |
| 2 | Danemark        | 6   | 5 | 3 | 0 | 2 | 108 | 90  | 18   |
| 3 | Suisse          | 6   | 5 | 3 | 0 | 2 | 89  | 92  | -3   |
| 4 | Israël          | 4   | 5 | 2 | 0 | 3 | 96  | 116 | -20  |
| 5 | Bulgarie        | 4   | 5 | 2 | 0 | 3 | 95  | 100 | -5   |
| 6 | Norvège         | 0   | 5 | 0 | 0 | 5 | 83  | 101 | -18  |

| Date            | Lieu        | Équipe 1        | Score   | Équipe 2        | Mi-temps |
| --------------- | ----------- | --------------- | ------- | --------------- | -------- |
| 21 février 1981 | Toulouse    | Suisse          | 18 – 17 | Bulgarie        |          |
| 21 février 1981 | Albi        | Danemark        | 22 – 15 | Israël          | 12-6     |
| 21 février 1981 | Bayonne     | Tchécoslovaquie | 21 – 15 | Norvège         |          |
| 22 février 1981 | Bordeaux    | Suisse          | 18 – 17 | Norvège         |          |
| 22 février 1981 | Bordeaux    | Danemark        | 20 – 21 | Bulgarie        | 10-12    |
| 22 février 1981 | Angoulême   | Tchécoslovaquie | 28 – 15 | Israël          |          |
| 24 février 1981 | Poitiers    | Suisse          | 21 – 19 | Israël          |          |
| 24 février 1981 | Poitiers    | Danemark        | 15 – 17 | Tchécoslovaquie | 8-9      |
| 24 février 1981 | La Rochelle | Bulgarie        | 15 – 14 | Norvège         |          |
| 25 février 1981 | Nantes      | Suisse          | 12 – 14 | Tchécoslovaquie |          |
| 25 février 1981 | Nantes      | Bulgarie        | 25 – 26 | Israël          |          |
| 25 février 1981 | Niort       | Danemark        | 26 – 17 | Norvège         | 11-9     |
| 27 février 1981 | Rennes      | Suisse          | 20 – 25 | Danemark        | 13-13    |
| 27 février 1981 | Le Mans     | Tchécoslovaquie | 22 – 17 | Bulgarie        |          |
| 27 février 1981 | Laval       | Norvège         | 20 – 21 | Israël          |          |

## Tour final

### Finale
| 1er mars 1981 | Pologne         | 23-16   | Tchécoslovaquie | Grande Nef de l'Île-des-Vannes, St-Ouen Arbitrage : T. Anthonsen et O. Bolstad |
| 1er mars 1981 | Jerzy Klempel 7 | (13-11) | Jiří Kotrč 4    | Grande Nef de l'Île-des-Vannes, St-Ouen Arbitrage : T. Anthonsen et O. Bolstad |
| 1er mars 1981 | FFHB            |         |                 | Grande Nef de l'Île-des-Vannes, St-Ouen Arbitrage : T. Anthonsen et O. Bolstad |

- Pologne : Janusz Brzozowski (en) (2), Zbigniew Gawlik (en) (3), Ryszard Jedliński (en) (1), Jerzy Klempel (7 dont 3 p.), Marek Panas (en) (1), Daniel Waszkiewicz (en) (9).
- Tchécoslovaquie : P. Bernard (2), M. Cerny (2), J. Homolka (1), Jiří Kotrč (en) (4), Jaroslav Papiernik (en) (1), M. Polivka (3), František Šulc (en) (3 dont 1 p.).

### Match pour la3eplace
| 28 février 1981 | Suède                  | 23-21  | Danemark            | Grande Nef de l'Île-des-Vannes, St-Ouen Arbitrage : M. Marin et S. Serban |
| 28 février 1981 | Peter Olofsson (en) 10 | (9-11) | Michael Berg (da) 6 | Grande Nef de l'Île-des-Vannes, St-Ouen Arbitrage : M. Marin et S. Serban |
| 28 février 1981 | FFHB                   |        |                     | Grande Nef de l'Île-des-Vannes, St-Ouen Arbitrage : M. Marin et S. Serban |

- Suède : Jörgen Abrahamsson (sv) (1), Göran Bengtsson (sv) (4), Torbjörn Klingvall (sv) (5 dont 2 p.), Peter Olofsson (en) (10), Basti Rasmussen (sv) (1), Claes Ribendahl (sv) (2).
- Danemark : Michael Berg (da) (6 dont 1 p.), Hans Hattesen (da) (3), Carsten Haurum (da) (2), Bjarne Jeppesen (da) (1), J.E. Kristensen (2), S.T. Nielsen (2), Poul Kjær Poulsen (da) (3), Jens Erik Roepstorff (da) (2).

### Match pour la5eplace
| 28 février 1981 20h45 | Suisse                 | 21-18   | France                 | Rouen Arbitrage : G. Heuchert et V. Norek |
| 28 février 1981 20h45 | V. Nacht et M. Schar 5 | (12-10) | Jean-Michel Geoffroy 6 | Rouen Arbitrage : G. Heuchert et V. Norek |
| 28 février 1981 20h45 | FFHB                   |         |                        | Rouen Arbitrage : G. Heuchert et V. Norek |

- Suisse : K. Affolter (2), H. Huber (2), M. Lehmann (1), W. Muller (2), V. Nacht (5), M. Schar (5), E. Zullig (4 dont 2 p.).
- France : Marc-Henri Bernard (1), Éric Cailleaux (3), Joël Casagrande (1), Jean-Michel Geoffroy (6), Philippe Germain (4 p.), Jean-Michel Serinet (3).

### Match pour la7eplace
| 28 février 1981 | Israël     | 25-19  | Islande                   | Orléans Arbitrage : C. Lux et JC Lelarge |
| 28 février 1981 | Beni Guz 7 | (12-8) | Þorbergur Aðalsteinsson 9 | Orléans Arbitrage : C. Lux et JC Lelarge |
| 28 février 1981 | FFHB       |        |                           | Orléans Arbitrage : C. Lux et JC Lelarge |

- Israël : S. Almosninos (1), Y. Druker (1), D. Gelfand (2), Beni Guz (7 dont 2 p.), E. Madmoni (3), C. Movoshovitz (2), C. Ron (2), D. Tzaefati (1), M. Yosipovitz (6).
- Islande : Þorbergur Aðalsteinsson (9 dont 5 p.), P. Björgvinsson (4), B. Guðmundsson (2), Guðmundur Guðmundsson (1), S. Gunnarsson (1), J. Sveinsson (2).

### Match pour la9eplace
| 28 février 1981 | Bulgarie                 | 25-20 (ap)    | Pays-Bas    | Grande Nef de l'Île-des-Vannes, St-Ouen Arbitrage : W. Pritzkow et H. Gentz |
| 28 février 1981 | M. Marinov et E. Matuski | (12-8, 18-18) | W. Jacobs 7 | Grande Nef de l'Île-des-Vannes, St-Ouen Arbitrage : W. Pritzkow et H. Gentz |
| 28 février 1981 | Prol. : 7-2              |               |             | Grande Nef de l'Île-des-Vannes, St-Ouen Arbitrage : W. Pritzkow et H. Gentz |
| 28 février 1981 | FFHB                     |               |             | Grande Nef de l'Île-des-Vannes, St-Ouen Arbitrage : W. Pritzkow et H. Gentz |

- Bulgarie : N. Apostolov (4 dont 2 p.), S. Blagev (1), M. Marinov (6), E. Matuski (6 dont 1 p.), C. Mitev (2 p.), D. Nikolov (3), E. Tarkalanov (3).
- Pays-Bas : H. Busio (3), Jan Hamers (1), W. Jacobs (7), K. Kooij (2), N. Prevo (2), P. Verjans (5 dont 2 p.).

### Match pour la11eplace
| 1er mars 1981 | Autriche               | 22-17   | Norvège       | Grande Nef de l'Île-des-Vannes, St-Ouen Arbitrage : D.D. Oliveira et F.D. Rodriguez |
| 1er mars 1981 | R. Guzik et P. Maier 4 | (11-10) | Vidar Bauer 7 | Grande Nef de l'Île-des-Vannes, St-Ouen Arbitrage : D.D. Oliveira et F.D. Rodriguez |
| 1er mars 1981 | FFHB                   |         |               | Grande Nef de l'Île-des-Vannes, St-Ouen Arbitrage : D.D. Oliveira et F.D. Rodriguez |

- Autriche : W. Fraiss (3), P. Froschl (1), R. Guzik (4 dont 1 p.), A. Hojdelewicz (2), P. Maier (4), H. Reinbacher (3), A. Schnabel (2), R. Steinscherer (1), A. Strasser (1), D. D. Zarzer (1).
- Norvège : S. Aas (2), T. Andersen (4), Vidar Bauer (7 dont 2 p.), T.E. Helland (1), O. Larsen (2 p.), G. Tverdal (1).

## Classement final
Le classement final :
|    | Équipe          | J | G | N | P | Bp  | Bc  | Diff |
| -- | --------------- | - | - | - | - | --- | --- | ---- |
| 1  | Pologne         | 6 | 6 | 0 | 0 | 153 | 101 | 52   |
| 2  | Tchécoslovaquie | 6 | 5 | 0 | 1 | 118 | 97  | 21   |
| 3  | Suède           | 6 | 4 | 1 | 1 | 117 | 113 | 4    |
| 4  | Danemark        | 6 | 3 | 0 | 3 | 129 | 113 | 16   |
| 5  | Suisse          | 6 | 4 | 0 | 2 | 110 | 110 | 0    |
| 6  | France          | 6 | 3 | 0 | 3 | 118 | 113 | 5    |
| 7  | Israël          | 6 | 3 | 0 | 3 | 121 | 135 | -14  |
| 8  | Islande         | 6 | 2 | 0 | 4 | 115 | 119 | -4   |
| 9  | Bulgarie        | 6 | 3 | 0 | 3 | 120 | 120 | 0    |
| 10 | Pays-Bas        | 6 | 1 | 1 | 4 | 105 | 124 | -19  |
| 11 | Autriche        | 6 | 1 | 0 | 5 | 85  | 123 | -38  |
| 12 | Norvège         | 6 | 0 | 0 | 6 | 100 | 123 | -23  |

Les 5 premières équipes sont qualifiées pour le Championnat du monde 1982. La France, battue par la Suisse dans le match pour la 5e place rate donc de peu la qualification pour le Championnat du monde 1982. Les 4 dernières équipes européennes sont reléguées dans le Championnat du monde C 1982. Les Pays-Bas, qui organiseront le Championnat du monde B 1983, ne sont finalement pas relégués.

## Meilleurs buteurs
Les meilleurs buteurs de la compétition sont :
| Rang | Joueur                  | Nationalité     | Buts  | Buts  | Buts |
| Rang | Joueur                  | Nationalité     | Total | Champ | 7 m  |
| ---- | ----------------------- | --------------- | ----- | ----- | ---- |
| 1    | Beni Guz                | Israël          | 39    | 27    | 12   |
| 2    | Þorbergur Aðalsteinsson | Islande         | 38    | 23    | 15   |
| 3    | Jerzy Klempel           | Pologne         | 35    | 22    | 13   |
| -    | Philippe Germain        | France          | 35    | 19    | 16   |
| 5    | Daniel Waszkiewicz      | Pologne         | 32    | 27    | 5    |
| 6    | Michael Berg (da)       | Danemark        | 28    | 26    | 2    |
| 7    | Jan Willem              | Pays-Bas        | 26    | 20    | 6    |
| 8    | František Šulc (en)     | Tchécoslovaquie | 25    | 12    | 13   |
| 9    | Vidar Bauer             | Norvège         | 24    | 19    | 5    |
| -    | Torbjörn Klingvall (sv) | Suède           | 24    | 19    | 5    |